# Acer muliense
Acer muliense é uma espécie de árvore do gênero Acer, pertencente à família Aceraceae.